# Леандре Тавамба
Леандре Гаел Тавамба Кана (фр. Léandre Gaël Tawamba Kana; Јаунде, Камерун, 20. децембар 1989) је камерунски фудбалер који тренутно наступа за Ал Тавун. Игра на позицији нападача, а од 2016. до 2018. наступао је за београдски Партизан.

## Каријера
Фудбалом је почео да се бави у УС Дуали, а након годину дана је прешао у Егл Ројал Менуа. Наредне две године је провео у јужноафричким клубовима ФК Кејптауну и Мпумаланга Блек.
У фебруару 2013. прелази у Европу и потписује за словачки клуб Њитру. У првој полусезони у првенству Словачке је одиграо 14 утакмица и постигао 3 гола и имао 2 асистенције. Лета 2013. године потписује за Ружомберок. У Ружомбероку је провео једну сезону и са 13 голова на 31 одиграну утакмицу је био најбољи стрелац екипе те сезоне.
Након годину дана у Либији, Тавамба се враћа у Словачку и потписује за Злате Моравце. У лиги је постигао 13 голова на 19 одиграних утакмица, а у купу за 3 одигране утакмице 2 гола. Проглашен је и за играча месеца у новембру.
Дана 1. априла 2016. потписује за Каират. Дана 29. маја је за 20 проведених минута на терену забележио асистенцију у 89. минуту и 16. секунди, а само 3 минута касније постигао гол петом са 16 метара у судијској надокнади против Акзаика. Овај гол је убрзо постао популаран широм света. Тавамба и Каират су споразумно раскинули уговор 28. октобра 2016. године.
Дана 26. новембра 2016. Тавамба је као слободан играч стигао у Партизан. Тавамба је дебитовао за Партизан против Рада 19. фебруара 2017. године. Дана 8. марта 2017. је постигао свој први гол у дресу Партизана, у победи над Металцем од 3:0. Дана 18. априла 2017, Тавамба је био један од најзаслужнијих за победу Партизана у 154. вечитом дербију од 3:1 над Црвеном звездом. Он је постигао гол за 2:1 у 68. минуту. Тавамба је постигао 2 гола и имао исто толико асистенција за 19 одиграних утакмица у сезони 2016/17. у којој је Партизан освојио дуплу круну.
Дана 22. јула 2017, у првој лигашкој утакмици у сезони 2017/18, Тавамба је постигао 2 гола и имао 1 асистенцију у победи Партизана над Мачвом од 6:1. Три дана касније је постигао гол против Олимпијакоса у трећем колу квалификација за Лигу шампиона. Дана 24. августа 2017. је постигао први гол у реванш мечу против Видеотона и одиграо врло добро у победи црно-белих на гостовању од 4:0 и тако се парни ваљак пласирао у Лигу Европе.
Тавамба је за сезону и по у Партизану одиграо укупно 70 утакмица (48 у првенству, девет у купу и 13 у Европи) и постигао 21 гол (14 у шампионату, један у купу и шест на међународној сцени).
У јулу 2018. прелази у Ал Тавун из Саудијске Арабије.

## Трофеји

### Партизан
- Првенство Србије (1) : 2016/17.
- Куп Србије (2) : 2016/17, 2017/18.